# Ljungbyhed
Ljungbyhed est une localité suédoise située dans la commune de Klippan en Scanie.
Sa population était de 2 046 habitants en 2010.